# Chirurgie endocrină
Chirurgia endocrină este o subspecialitate chirurgicală care se concentrează pe chirurgia glandelor endocrine, inclusiv a glandei tiroide, a glandelor paratiroide, a glandelor suprarenale, a glandelor pancreasului endocrin și a unor glande neuroendocrine.